# Tiger Mountain Peasant Song

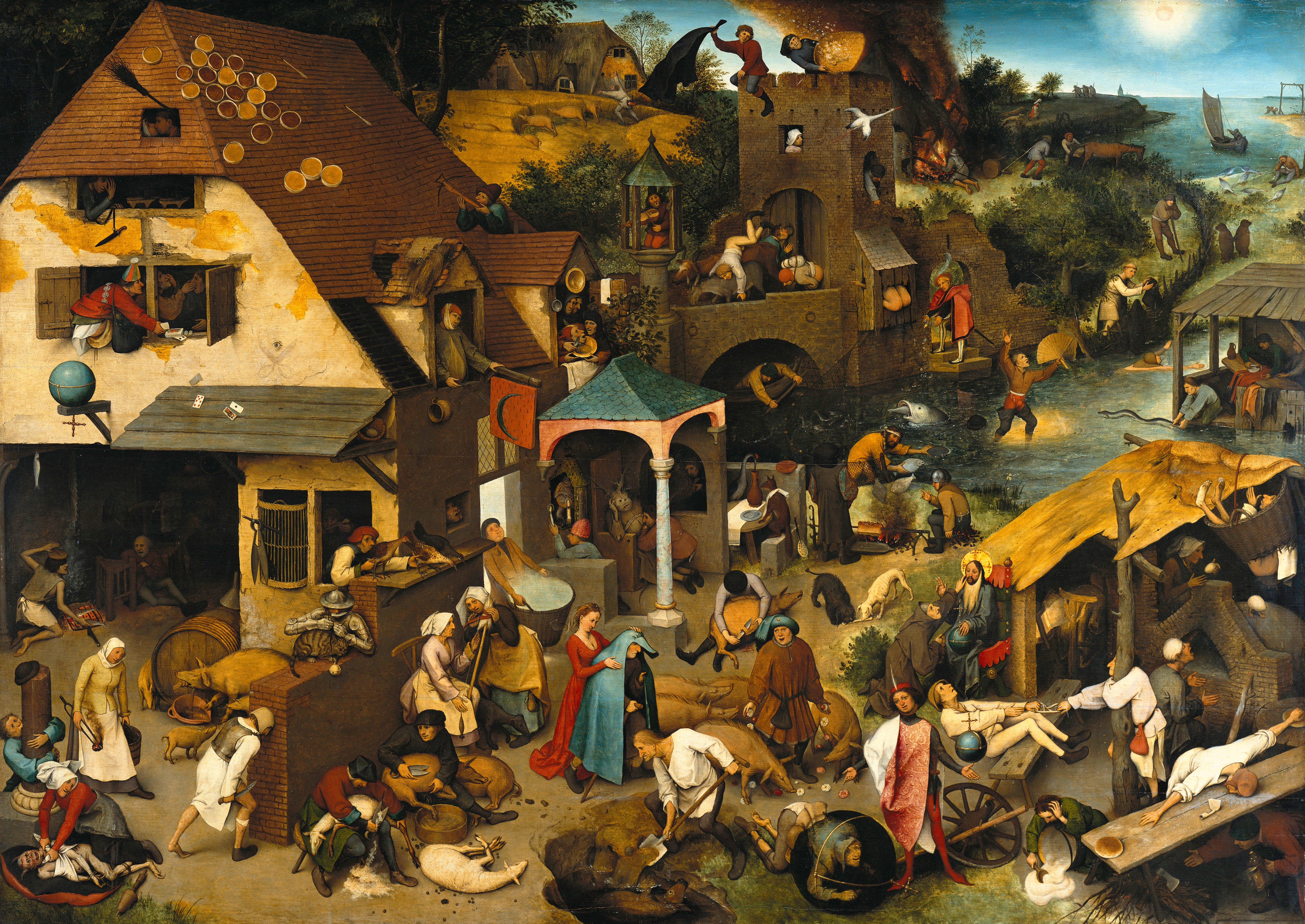
Das Cover des Albums zeigt einen Ausschnitt des Gemäldes Die niederländischen Sprichwörter (1559) von Pieter Bruegel dem Älteren

Tiger Mountain Peasant Song ist ein Lied der Fleet Foxes, das im Jahr 2008 auf dem gleichnamigen Album Fleet Foxes erschien. Es ist der vierte Titel des Albums und hat eine Länge von 3:28. Es wurde von Robin Pecknold komponiert und vielfacht gecovert. Bekanntheit erlangte auch die Version von First Aid Kit, die dem Duo zu einem internationalen Durchbruch verhalf.

## Inhalt

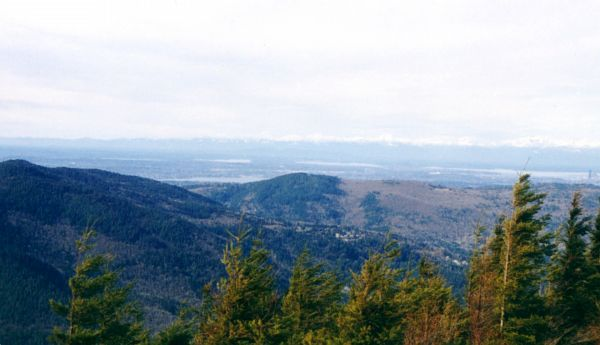
Die Gegend um den Tiger Mountain im US-Bundesstaat Washington

Ähnlich wie die Lieder Third of May / Ōdaigahara, I Should See Memphis, Maestranza, Mykonos und White Winter Hymnal ist auch Tiger Mountain Peasant Song in einer Erzählertradition verwurzelt und erzählt eine komplizierte Geschichte, die das Persönliche mit dem Sozialen und dem Historischen verbet. Das Lied kann als eine melancholische und nachdenkliche Betrachtung über Leben und Tod interpretiert werden: Der Text beschreibt eine metaphorische Reise durch eine morgendliche, naturverbundene Szenerie hin zu einem Grab, was an den Umgang mit Verlust und Vergänglichkeit erinnert. Zentrale Themen sind die Auseinandersetzung mit der eigenen Sterblichkeit und inneren Dämonen, wie in den wiederkehrenden Zeilen über den Schatten, der lebendig und wohlauf ist, während der Körper stirbt, deutlich wird. Das Lied vermittelt tiefe Emotionen und Gedanken über Identität, Isolation und die Suche nach Wahrheit in einem Kontext von Endlichkeit und Veränderung. Der Titel des Liedes spielt vermutlich auf den Tiger Mountain im US-Bundesstaat Washington an, in dem die Fleet Foxes beheimatet sind.

## Coverversionen
Eine Coverversion des Tiger Mountain Peasant Song hat die Karriere des Duos First Aid Kit begründet. Bekannt wurde das schwedische Duo im Jahr 2008 mit der auf YouTube veröffentlichten Version, die, anders als das durch den Falsettgesang von Robin Pecknold geprägte Original, den Fokus auf die Reinheit des Gesangs des Duos legt. In einem Waldstück in der Nähe ihres Hauses nahmen Johanna und Klara Soderberg ihre mitreißende Coverversion auf, welche auch die Aufmerksamkeit der Fleet Foxes auf sich zog. Die Söderbergs gingen noch zur Schule, als ihre Coverversion von einem Online-Versuch zu einem viralen Hit wurde. Das Ergebnis war ein Plattenvertrag.